# Blodpudding

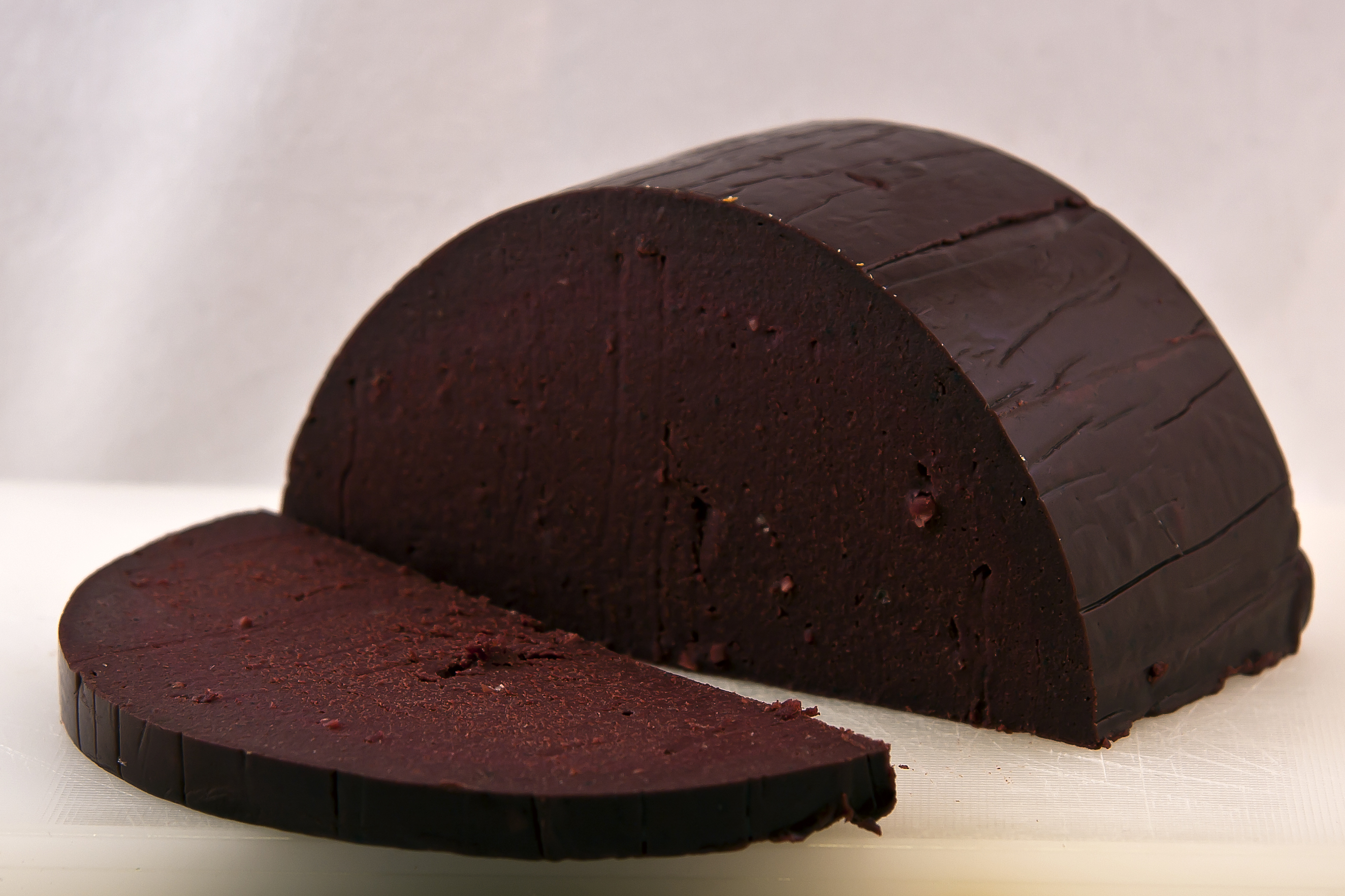
Zweedse blodpudding

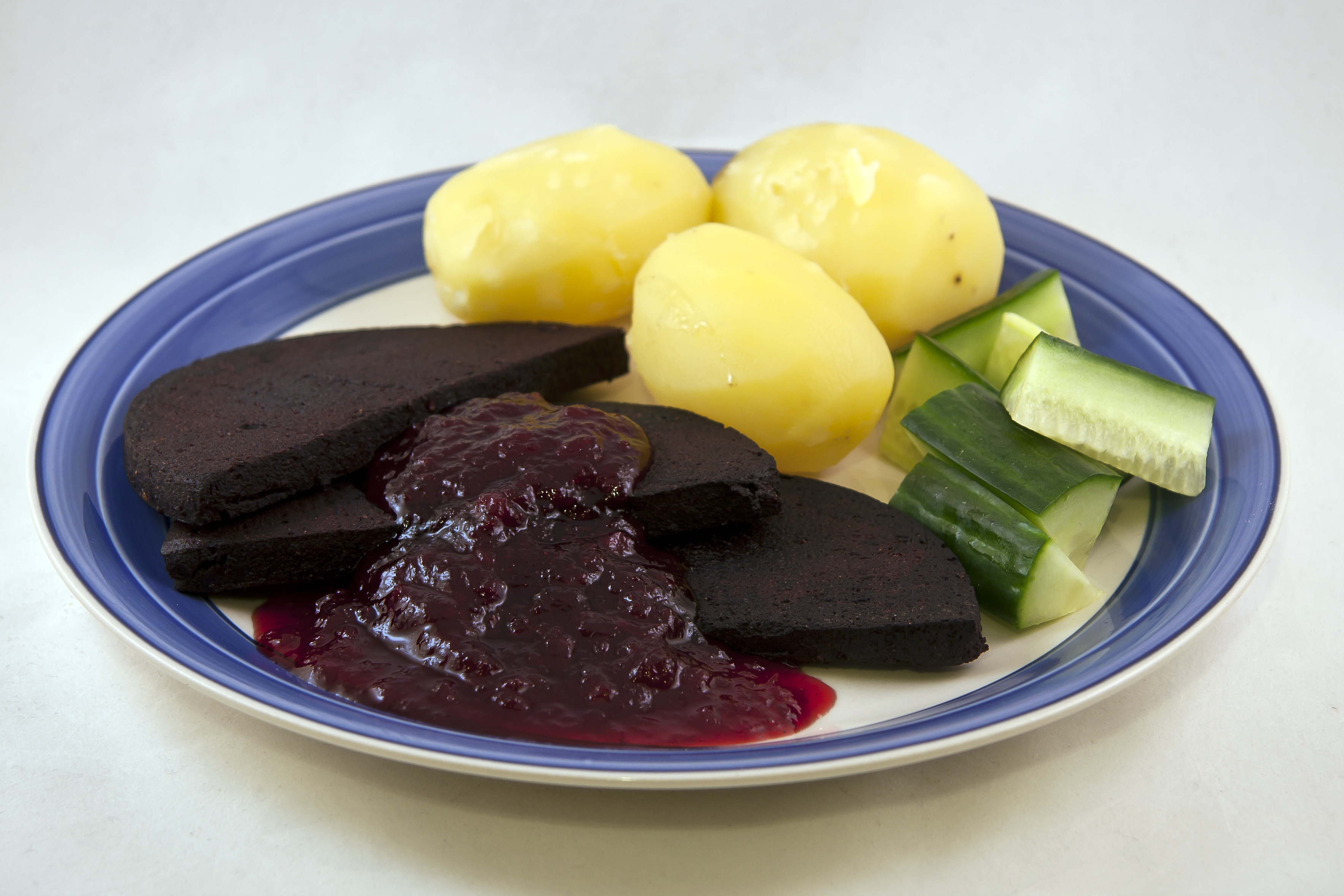
Blodpudding met rode bessenjam, komkommer en aardappelen

Blodpudding (Zweeds), Blutpudding (Duits) of black pudding (Engels) is een soort bloedworst in verschillende Noord-Europese keukens. Het wordt gemaakt van varkensbloed, reuzel en enkele andere regionaal verschillende ingrediënten.

## Zweedse keuken
In de Zweedse keuken wordt blodpudding doorgaans gemaakt van varkensbloed, melk, rogge, reuzel, bier en siroop. Er kan ui, piment en marjolein bij worden toegevoegd. De exacte samenstelling varieert tussen geografische gebieden en recepten. Het beslag wordt in mallen gegoten en wordt gebakken in een waterbad. Tegenwoordig wordt de blodpudding industrieel gemaakt. Blodpudding wordt meestal in plakjes gesneden en/of in boter gebakken of gekookt in melk en vervolgens geserveerd met rode bosbessenjam. Bij blodpuddingen kan soms krokant spek, aardappelpannenkoeken, gekookte aardappelen, of kool worden gegeten, afhankelijk van de lokale traditie. Er kan ook brood van worden gemaakt: blodbröd en zelfs pannenkoeken: blodplättar. 

## Britse en Ierse keukens
In de Britse en Ierse keukens wordt black pudding vervaardigd met varkensvet of niervet van rund, varkensbloed en een aanzienlijk aandeel havermout.

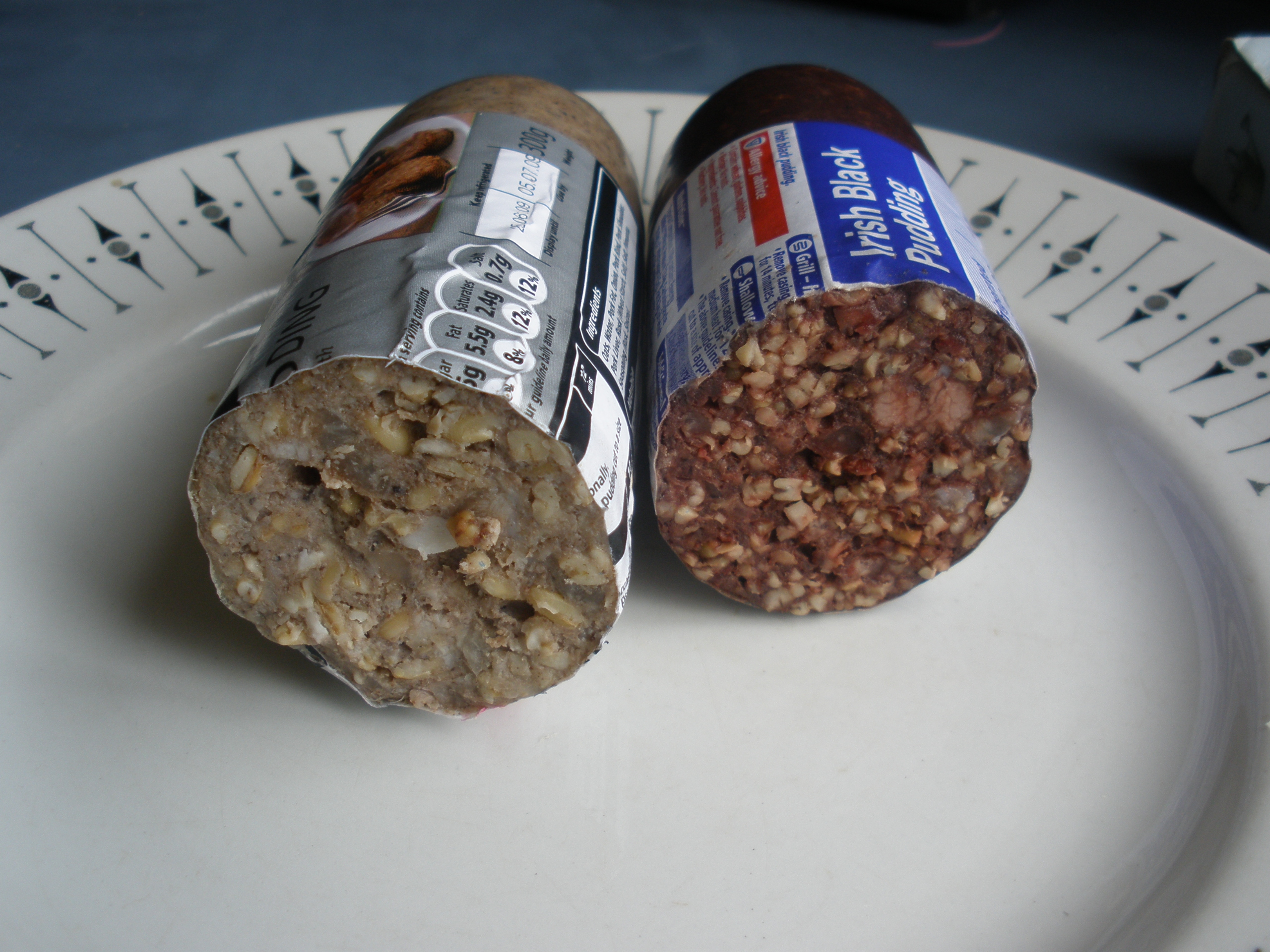
White pudding en black pudding uit Ierland
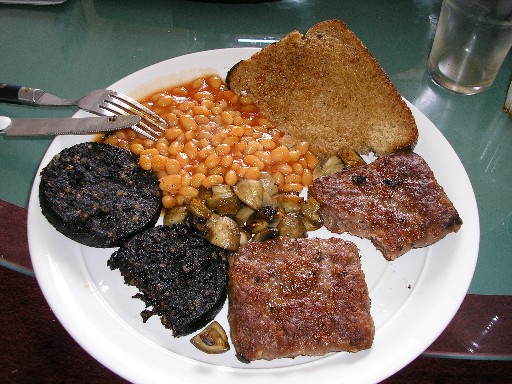
Een Schots ontbijt met black pudding